# Bergeranthus vespertinus
Bergeranthus vespertinus là một loài thực vật có hoa trong họ Phiên hạnh. Loài này được (Berger) Schwantes mô tả khoa học đầu tiên năm 1926.